# 何塞·埃斯特拉达
何塞·埃斯特拉达·冈萨雷斯（西班牙語：José Estrada González，1967年1月22日—），古巴男子棒球运动员。他曾代表古巴国家队参加1992年和1996年夏季奥林匹克运动会棒球比赛，获得二枚金牌。